# A magyar labdarúgó-válogatott mérkőzései 1920-ban
A magyar labdarúgó-válogatottnak 1920-ban mindössze három mérkőzése volt, de két szövetségi kapitánya is, és az eredményeken – egy döntetlen és két vereség – ez nem látszott meg.
Szövetségi kapitányok: 
- Harsády József 74.
- Tibor Lajos 75., 76.

## Eredmények
| 74. mérkőzés 1920. május 2. | Ausztria                | 2 – 2             | Magyarország              | WAC-Platz, Bécs Nézőszám: 20 000 Játékvezető: Wilhelm Schmieger (AUT) |
| 74. mérkőzés 1920. május 2. | Swatosch 43' Wieser 66' | (1 – 2) Részletek | Tóth-Potya 37' Pataki 44' | WAC-Platz, Bécs Nézőszám: 20 000 Játékvezető: Wilhelm Schmieger (AUT) |

| 75. mérkőzés 1920. október 24. | Németország          | 1 – 0             | Magyarország | Deutsches Stadion, Berlin Nézőszám: 55 000 Játékvezető: Jacques Hirrle (SUI) |
| 75. mérkőzés 1920. október 24. | Jäger 22' (11-esből) | (1 – 0) Részletek |              | Deutsches Stadion, Berlin Nézőszám: 55 000 Játékvezető: Jacques Hirrle (SUI) |

| 76. mérkőzés 1920. november 7. | Magyarország | 1 – 2             | Ausztria                | MTK-pálya, Budapest Nézőszám: 30 000 Játékvezető: Christiaan Groothoff (NED) |
| 76. mérkőzés 1920. november 7. | Braun 58'    | (0 – 2) Részletek | Kuthan 25' Swatosch 42' | MTK-pálya, Budapest Nézőszám: 30 000 Játékvezető: Christiaan Groothoff (NED) |

## Nem hivatalos mérkőzések
| 1920. május 14. | Dél-Németország | 0 – 1             | Magyarország | Pforzheim Nézőszám: 16000 Játékvezető: Niefern (SUI) |
| 1920. május 14. |                 | (? – ?) Részletek | Urik         | Pforzheim Nézőszám: 16000 Játékvezető: Niefern (SUI) |

| 1920. május 16. | Berlin                  | 2 – 1 | Budapest          | Berlin Nézőszám: 30 000 Játékvezető: Angelo Rossi (DFB) |
| 1920. május 16. | Strehlke 27' Siebert ?' |       | Lottka Ferenc 41' | Berlin Nézőszám: 30 000 Játékvezető: Angelo Rossi (DFB) |

| 1920. május 18. | Drezda | 0 – 3                 | Budapest | Drezda Nézőszám: 12 000 |
| 1920. május 18. |        | Kertész II ?' Urik ?' |          | Drezda Nézőszám: 12 000 |

## Lásd még
- A magyar labdarúgó-válogatott mérkőzései (1902–1929)
- A magyar labdarúgó-válogatott mérkőzései országonként